# Partit Renovador d'Arties-Garòs
Le Partit Renovador d'Arties-Garòs (Parti du Renouveau d'Arties-Garòs, PRAG) est un parti politique du terçon d'Arties e Garòs, dans le Val d'Aran, en Catalogne, Espagne. José Antonio Bruna Vilanova, membre du Conseil Général d'Aran, sous l’étiquette partisane Unitat d'Aran, a permis à Francés Boya de devenir Sindic d'Aran (Syndic d'Aran) de 2007 a 2011.